# Cethosia pemanggilensis
Cethosia pemanggilensis är en fjärilsart som beskrevs av John Nevill Eliot 1978. Cethosia pemanggilensis ingår i släktet Cethosia och familjen praktfjärilar. Inga underarter finns listade i Catalogue of Life.